# Jean-Louis Desbat
Pour les articles homonymes, voir Desbat.
 (juillet 2025).
Motif : notoriété qui ne semble pas établie.
- Archive Wikiwix
- Bing
- Cairn
- DuckDuckGo
- E. Universalis
- Gallica
- Google
- G. Books
- G. News
- G. Scholar
- Persée
- Qwant
- (zh) Baidu
- (ru) Yandex
- (wd) trouver des œuvres sur Wikidata

| 1. | Préciser le motif de la pose du bandeau. | Précisez le motif de la pose du bandeau en utilisant la syntaxe suivante : {{admissibilité à vérifier\|date=juillet 2025\|motif=remplacez ce texte par le motif}}                      |
| 2. | Informer les utilisateurs concernés.     | Pensez à avertir le créateur de l'article, par exemple, en insérant le code ci-dessous sur sa page de discussion : {{subst:avertissement admissibilité à vérifier\|Jean-Louis Desbat}} |

Jean-Louis Desbat est un guide culturel, écrivain et poète français[réf. souhaitée], né le 24 octobre 1951 à Bellevue et mort le 7 avril 1972.

## Biographie
Il était le fils de Maurice Desbat, fonctionnaire au ministère des PTT, et de Marie Royer, postière. 
Il était guide culturel au sein de la Fondation Royaumont, dont il suivait régulièrement les activités, et étudiant à l'École nationale supérieure d'architecture de Versailles.  
Passionné de théâtre, il a rédigé des études sur le théâtre de boulevard, à la suite de ses échanges avec l'historienne du théâtre Sophie Wilma Deierkauf-Holsboer, ainsi que des poésies et un roman resté inédit. Il était aussi mélomane et collectionneur de livres anciens.
Il était le frère de l'architecte Jean-Paul Desbat et d'Anne-Marie Desbat, professeur en sciences physiques dans le secondaire, qui a épousé le musicologue Paul-Gilbert Langevin.
Il est décédé en 1972, à l'âge de 20 ans, dans un tragique accident de voiture.

## Ouvrages
- Les Théâtres de boulevard
- Variations sur un thème de Haendel